# Charles De Grave Sells
Charles De Grave Sells (Londra, 22 marzo 1856 – Londra, 26 giugno 1942) è stato un designer e dirigente sportivo inglese.

## Biografia[1]
Nato a Newington, distretto di Southwark, quartiere di Londra nel 1876, era un draughtsman. La sua famiglia aveva interessi nel campo del commercio del carbone.
Sposò il 14 giugno 1897 Mary Anne Minchin da cui ebbe tre figli, Charles nel 1898, deceduto due anni dopo, Zara nel 1899 ed Eileen nel 1900. Morì a Londra nel 1942.

### Dirigente sportivo
Fu tra i fondatori, il 7 settembre 1893, del Genoa, primo club di calcio italiano, di cui venne eletto primo presidente.
Mantenne la carica sino alle dimissioni del 1897, lasciando l'incarico ad Hermann Bauer.
Sotto la sua presidenza si iscrisse, nel 1896, alla sezione calcio James Spensley, che fu tra le figure più importanti della storia del Genoa e del calcio italiano.